# Turbo Memory
Intel Turbo Memory (ITM) (Codename Robson) ist eine von Intel entwickelte auf NAND-Flash-Speicher basierende Technik zur Beschleunigung des Startvorgangs von Betriebssystemen und von Anwendungen, indem häufig verwendete Daten auf Mini-PCIe-Modulen (welche schnellere Zugriffszeiten als mechanische Festplatten aufweisen) zwischengespeichert werden.
Unter anderem kann Microsoft Windows Vista oder Windows 7 mit ReadyBoost davon Gebrauch machen.
Turbo Memory wurde 2005 vorgestellt und war seit 2007 verfügbar. 2008 wurde Version 2.0 vorgestellt und 2009 der Braidwood genannte Nachfolger, der jedoch niemals verfügbar wurde.